# Рам Мохан Рай
Рам Мохан Рай (রাজা রামমোহন রায়, 24 травня 1772 —27 вересня 1833) — індійський соціальний та релігійний реформатор, фундатор Бенгальського Просвітництва, письменник, перекладач. Його ім'я також пишуть як Раммохан.

## Життєпис
Походив з родини брахманів. Його батько Рамаканта Рай був вішнуїстом, а мати Таріні Деві — шиваїсткою. Отримав всебічну домашню освіту, переважно релігійного напрямку. Батько бажав, щоб син був вченим, а мати — державним службовцем. Замолоду багато подорожував північною Індією, зокрема ашрамами у Гімалаях, також побував у Тибеті.
По поверненню до Бенгалії поступив службовцем до Британської Ост-Індської компанії у Калькутті. Водночас своїми знаннями та вченістю отримав почесне звання пандита.
У 1795 затоваришував з англійським місіонером Вільямом Кері. У 1803–1815 роках як мунші (приватний клерк) був у штаті канцелярії Компанії. У 1815 році переїхав до Серампура. У 1817 році був одним з ініціаторів створення Гінду Коледжу, який став оплотом вільнодумства.
У 1820-х почав активно займатися питання економіки, релігії. філософії, культури. Складав численні трактати з бенгальської мови (її основ, правил написання текстів, тематик та завдань), перспектив християнства в Індії, стану жінки в індійському суспільстві, щодо основ влади. Зробив переклад бенгальською «Веданти», «Брахма-сутри», «Упанідадів».
У 1821 заснував газету «Шомбад коумуді» («Місячне світло новин»). Перші газети на мовах урду, перською («Мірат-уль-акбар», 1822 рік) та гінді стали виходити в Калькутті, багато в чому завдяки його ентузіазму.
У 1822 був ініціатором утворення Англо-індуської школи у Калькутті, а у 1826 — веданта Коледж, де викладалися монотеїстські знання у рамках навчальної програми за західним зразком.
У 1828 за його ініціативи було створено релігійно-реформаторське товариство «Брахмо самадж», яке боролося проти релігійних забобонів за проведення соціальних реформ. Він виступав за монотеїзм, поклоніння Богу-Абсолюту, а також проти обряду саті, полігамії, дитячих шлюбів, жорсткого додержання кастової системи, виступав за надання жінкам права спадкування майна. Його гуманістичні ідеї часто збігалися з християнськими ідеалами.
У 1830 як посол падишаха Акбара II (з титулом раджі) вирушив до Великої Британії для перемовин щодо фінансової політики Ост-Індської компанії в Індії, а також з приводу заборони обряду саті (самоспалення вдів). Проте не досяг успіху, під час перебування в Англії Рам Мохан Рай захворів на менінгіт і помер у Бристолі 27 вересня 1833.